# George F. L. Charles Airport
George F. L. Charles Airport är en flygplats i Saint Lucia.   Den ligger i kvarteret Castries, i den norra delen av landet, 3 km nordost om huvudstaden Castries. George F. L. Charles Airport ligger 6 meter över havet. Den ligger på ön Saint Lucia.
Omgivningarna runt George F. L. Charles Airport är tät bebyggd.